# Schlüsselzeremonie (Gibraltar)

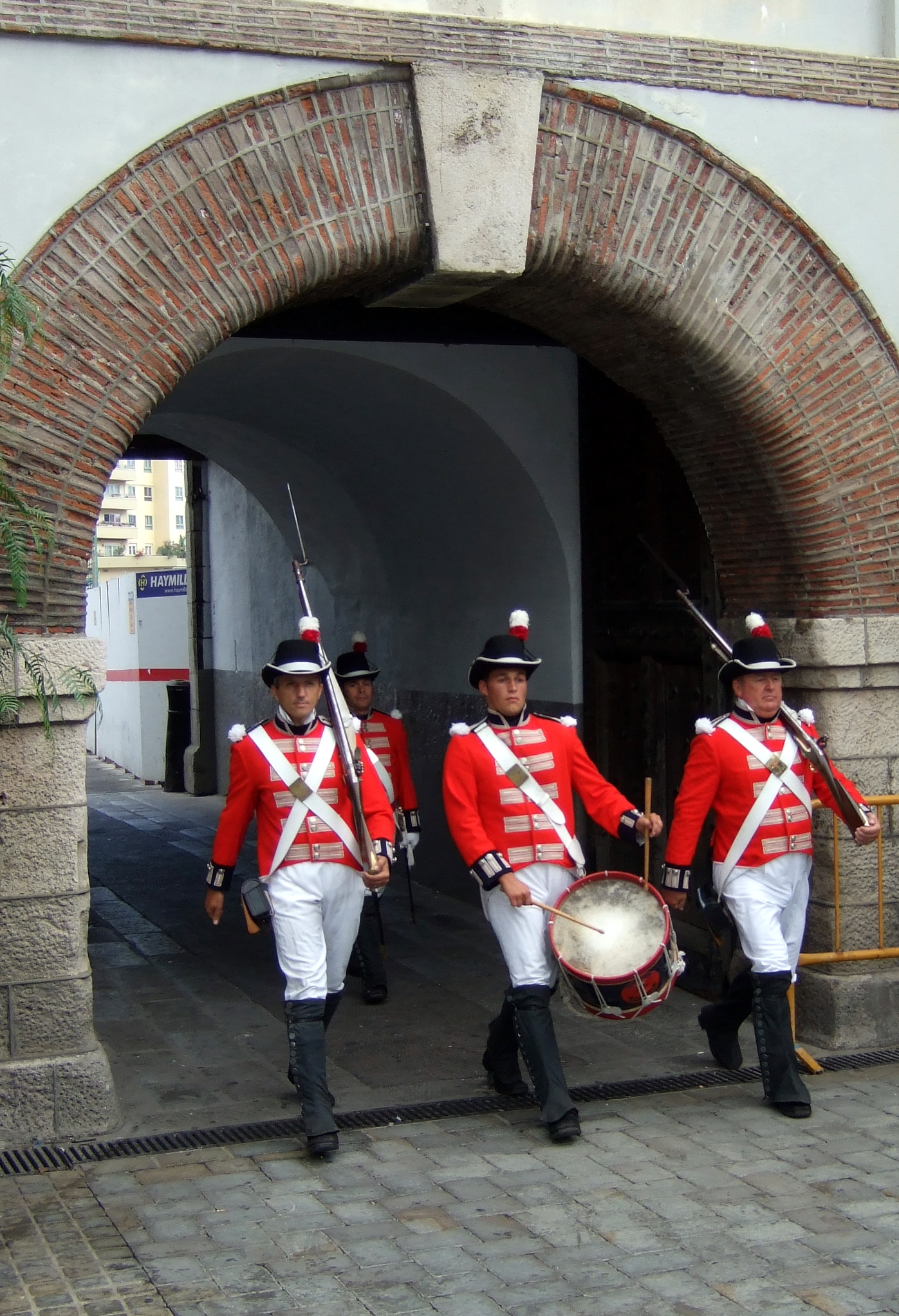
Nachstellung der Zeremonie der Schlüsselübergabe am Grand Casemates Square, Gibraltar

Die Schlüsselzeremonie ist eine Nachstellung der Schließung der Tore zur Altstadt und Garnison von Gibraltar.

## Ablauf und Geschichte
Während des 18. und 19. Jahrhunderts erreichte das Meer die Verteidigungsmauern und es gab vier äußere Tore, durch die die Stadt betreten werden konnte. Vier Schlüssel verschlossen diese Eingänge zur Stadt. Die Ursprünge der Zeremonie gehen auf die Große Belagerung von Gibraltar zurück, die 1779 begann, als französische und spanische Truppen versuchten, Gibraltar zu erobern. Die Schlüssel wurden vom Gouverneur aufbewahrt, der sie jeden Abend bei Sonnenuntergang dem Port (Gate) Sergeant überreichte, damit die vier Landeingänge verschlossen werden konnten. Der Gate Sergeant mit einer Eskorte aus mehreren bewaffneten Soldaten, Pfeife und Trommeln marschierte dann nacheinander zu jedem der vier Tore. Er wurde von der Wache am Tor mit den gleichen Worten wie in London gegrüßt. Sobald alle Tore verschlossen waren, wurden die Schlüssel an den Gouverneur des Klosters zurückgegeben werden. Am Morgen würde der Port Sergeant noch einmal die Schlüssel abholen, um die Stadt zu öffnen.
Während der Großen Belagerung soll der Gouverneur, General Sir George Augustus Eliott, die Schlüssel überall hin mitgenommen haben; Es wurde gemunkelt, dass er nachts mit ihnen unter seinem Kopfkissen schlief.
Die Zeremonie wurde 1933 wieder eingeführt und wird derzeit zweimal im Jahr (im April und Oktober) vom Royal Gibraltar Regiment durchgeführt und besucht britische Einheiten und Bands. In der modernen Version der Zeremonie übergibt der Gouverneur von Gibraltar beim Abfeuern der Sunset Gun symbolisch die Schlüssel der Festung an den Port Sergeant. Der Port Sergeant, begleitet von einer bewaffneten Eskorte, marschiert davon, um symbolisch die Tore der Festung für die Nacht zu verschließen, bevor er dem Gouverneur die Schlüssel zurückgibt. Die Truppe wird auch von Trommeln und Pfeifen begleitet, um Auswärtige zu warnen, zu gehen, bevor die Tore geschlossen werden. Die Zeremonie findet nur an einem der vier Tore, den Grand Casemates Gates (den alten Waterport Gates) am Casemates Square statt. Bei offiziellen Abendessen in der Residenz des Gouverneurs werden die Schlüssel vom Port Sergeant übergeben, der sie dem Gouverneur übergibt und die Festung für verschlossen und sicher erklärt. Diese werden dann auf einem Kissen auf dem Tisch abgelegt, wo sie während des Essens verbleiben.